# Lips
Lips es un videojuego de 2008 tipo karaoke para la Xbox 360, desarrollado por iNiS y publicado por Xbox Game Studios. El juego usa el movimiento de micrófonos inalámbricos sensibles y apoya el uso de canciones ya poseídas a través de Zune o iPod. El juego estuvo a la venta en noviembre de 2008 en América del Norte y Europa y ha recibido revisiones mixtas. Ha tenido tres secuelas: Lips: Números Uno, Lips: Classics y Lips: Me Encantan los 80. En España hubo una secuela más: Lips: Canta en español.

## Gameplay
Lips es similar a SingStar y Karaoke Revolution, además permite cantar a un jugador o competir en varios modos multijugador como "Time Bomb", "Kiss", y "Vocal Fighters". A diferencia de otros juegos musicales, los jugadores pueden competir, aunque canten mal. El juego recompensa a los usuarios en las seis categorías, incluyendo: ritmo, timbre de voz, y vibrato.
Se puede conectar un reproductor musical (iPod o Zune), un USB flash drive para añadir canciones adicionales al disco duro de la Xbox y el juego reducirá la voz original para facilitar cantarlas.
Lips incluía dos micrófonos inalámbricos y un segundo jugador podía unirse al juego con solo coger uno de ellos y agitarlo. Los micrófonos también se usan en los momentos instrumentales para hacer gestos que el juego  va pidiendo.
En 2009 Microsoft anunció una actualización para Lips. Se introdujo un nuevo algoritmo de reconocimiento de voz y mejoras en la sincronización, además de nuevas canciones.

## Lips canta en español
La versión especial para el mercado hispano era igual que el juego original, pero con una extensa lista de canciones en español:
- Colgando En Tus Manos - Carlos Baute con Marta Sánchez
- Tenía tanto que darte - Nena Daconte
- Labios compartidos - Maná
- Por la boca vive el pez - Fito y Los Fitipaldis
- El universo sobre mí – Amaral
- Caminando por la vida - Melendi
- Sin documentos - Los Rodríguez
- Sabor de amor - Danza Invisible
- Libre - Nino Bravo
- Entre dos tierras - Héroes Del Silencio
- Ni una sola palabra - Paulina Rubio
- No me crees - Efecto Mariposa y Javier Ojeda
- Dame cariño - El Arrebato
- Malo – Bebe
- 20 de abril - Celtas Cortos
- Física o química - Despistaos
- Obsesión – Aventura
- No dudaría - Rosario
- Déjame - Los Secretos
- Soldadito marinero - Fito y Los Fitipaldis
- Noches de bohemia - Navajita Plateá
- ¿Por qué te vas? - Jeanette
- Sígueme - Manuel Carrasco
- Sin ti no soy nada - Amaral
- La flaca - Jarabe de Palo
- Nada que perder - Conchita
- Antes que ver el Sol - Coti
- So payaso - Extremoduro
- Embrujada - Tino Casal
- Lamento boliviano - Dani Mata
- Me gustas tú - Manu Chao
- Amores de barra - Ella Baila Sola
- Como la vida - Hanna
- Bailar pegados - Sergio Dalma
- Un violinista en tu tejado - Melendi

CANCIONES DESCARGABLES (incluidos en el título)
- Vivir sin aire - Maná
- 100 gaviotas - Duncan Dhu
- Retales de una Vida - Celtas Cortos
- Déjame ir - Paty Cantu
- Lo echamos a suertes - Ella Baila Sola